# Почесні громадяни Донецька
Почесний громадянин Донецька — почесне звання, що присуджується на сесії міської ради Донецька за активну участь у суспільно-політичному житті міста та високі трудові показники. Засноване 26 січня 1969 року рішенням міської Ради депутатів трудящих.

## Список почесних громадян Донецька
| Портрет | Ім'я                                 | Рід діяльності | Дата присвоєння звання | Формулювання |
| ------- | ------------------------------------ | --- | ---------------------- | --- |
|         | Колісніченко Микола Антонович        | персональний пенсіонер союзного значення | 1968                   | За самовіддане служіння Батьківщині, високі показники в праці та активну участь у суспільно-політичному житті міста. |
|         | Рильський-Рильников Тимофій Іванович | персональний пенсіонер союзного значення | 1968                   | За самовіддане служіння Батьківщині, високі показники в праці та активну участь у суспільно-політичному житті міста. |
|         | Дерев'янко Іван Петрович             | персональний пенсіонер союзного значення | 1968                   | За самовіддане служіння Батьківщині, високі показники в праці та активну участь у суспільно-політичному житті міста. |
|         | Родяхін Костянтин Дмитрович          | персональний пенсіонер союзного значення | 1968                   | За самовіддане служіння Батьківщині, високі показники в праці та активну участь у суспільно-політичному житті міста. |
|         | Петрухін Кузьма Андрійович           | вальцювальник Донецького металургійного заводу, Герой Соціалістичної Праці | 1968                   | За самовіддане служіння Батьківщині, високі показники в праці та активну участь у суспільно-політичному житті міста. |
|         | Агарков Михайло Миколайович          | гірник очисного вибою шахти № 30 | 1968                   | За самовіддане служіння Батьківщині, високі показники в праці та активну участь у суспільно-політичному житті міста. |
|         | Антонов Володимир Семенович          | генерал-майор, Герой Радянського Союзу, колишній командир 301-ї стрілецької дивізії. | 1968                   | За мужність і героїзм, проявлені в роки Великої Вітчизняної війни в боях за звільнення Донецька та активну участь у військово-патріотичному вихованні трудящих на честь 25-ї річниці визволення Донбасу від гітлерівських загарбників. |
|         | Владичанський Антон Станіславович    | гвардії генерал-майор, колишній командир 50-ї гвардійської стрілецької дивізії. | 1976                   | За багаторічну плідну роботу по комуністичному вихованню трудящих та активну участь у суспільно-політичному житті міста. |
|         | Байдебура Павло Андрійович           | письменник, голова правління Донецької організації спілки письменників України | 1976                   | За багаторічну плідну роботу по комуністичному вихованню трудящих та активну участь у суспільно-політичному житті міста. |
|         | Стрельченко Іван Іванович            | двічі Герой Соціалістичної Праці, лауреат Державної премії СРСР, депутат Верховної Ради СРСР, начальник ділянки шахти «Трудовська» | 1982—1984              | За самовіддане служіння Батьківщині, високі показники в праці та активну участь у суспільно-політичному житті міста. |
|         | Соколов Валентин Павлович            | Герой Соціалістичної Праці, бригадир прохідників шахти ім. Челюскінців виробничого об'єднання «Донецьквугілля». | 1982—1984              | За самовіддане служіння Батьківщині, високі показники в праці та активну участь у суспільно-політичному житті міста. |
|         | Фатєєв Іван Федорович                | Герой Радянського Союзу, старший інженер виробничого об'єднання «Донецьквугілля». | 1985—1988              | За мужність і героїзм, проявлені в роки Великої Вітчизняної війни в боях за звільнення Донецька та активну участь у військово-патріотичному вихованні трудящих. |
|         | Попова Надія Василівна               | льотчиця, Герой Радянського Союзу, член Радянського комітету ветеранів війни. | 1985—1988              | За мужність і героїзм, проявлені в роки Великої Вітчизняної війни в боях за звільнення Донецька та активну участь у військово-патріотичному вихованні трудящих. |
|         | Шутов Віктор Васильович              | письменник, член спілки письменників України | 1993                   | За мужність і героїзм, проявлені в роки Великої Вітчизняної війни в боях за звільнення Донецька та активну участь у військово-патріотичному вихованні трудящих. |
|         | Бубка Сергій Назарович               | спортсмен, чемпіон Європи, світу та Олімпійських ігор, 35-разовий рекордсмен світу зі стрибків з жердиною, заслужений майстер спорту СРСР, Герой України. | 1993                   | За пропаганду фізичної культури і спорту серед дітей та учнівської молоді, здорового способу життя, надання методичної і матеріальної допомоги донецьким дитячо-юнацьким спортивним школам, ефективне розширення спортивних, культурних і ділових міжнародних зв'язків, зміцнення миру і дружби між народами, підвищення авторитету м. Донецька на міжнародній арені.                                                         |
|         | Писарєв Вадим Якович                 | соліст балету Донецького академічного театру опери та балету, лауреат міжнародних конкурсів, народний артист України. | 1993                   | За пропаганду балетного мистецтва, прославляння на міжнародних конкурсах школи донецького балету, створення яскравих запам'ятовуються образів у партіях класичного і сучасного репертуару у великих концертних програмах, організацію школи хореографічної майстерності і надання їй статусу міжнародного, проведення в місті свят мистецтв «Зірки світового балету», підвищення авторитету м. Донецька на міжнародній арені. |
|         | Нурмагамбетов Сагадат Кажахметович   | учасник відвоювання Донецька | 1993                   | За мужність і героїзм, проявлені в роки Великої Вітчизняної війни в боях за звільнення Донецька і на честь 50-ї річниці визволення Донбасу від гітлерівських загарбників. |
|         | Герасименко Микола Михайлович        | учасник відвоювання Донецька | 1993                   | За мужність і героїзм, проявлені в роки Великої Вітчизняної війни в боях за звільнення Донецька і на честь 50-ї річниці визволення Донбасу від гітлерівських загарбників. |
|         | Блінов Борис Володимирович           | учасник відвоювання Донецька | 1993                   | За мужність і героїзм, проявлені в роки Великої Вітчизняної війни в боях за звільнення Донецька і на честь 50-ї річниці визволення Донбасу від гітлерівських загарбників. |
|         | Ратников Микола Нефедович            | учасник відвоювання Донецька | 1993                   | За мужність і героїзм, проявлені в роки Великої Вітчизняної війни в боях за звільнення Донецька і на честь 50-ї річниці визволення Донбасу від гітлерівських загарбників. |
|         | Ревенко Тимофій Андрійович           | професор, заслужений діяч науки України, дійсний член Всесвітньої організації хірургів, травматологів-ортопедів. | 1995                   | За великий внесок у розвиток травматології та ортопедії, підготовку і виховання кваліфікованих кадрів для медичних установ Донецька і в зв'язку з 75-річчям з дня народження. |
|         | Звягільський Юхим Леонідович         | голова ради орендарів підприємства «Шахта імені О. Ф. Засядька», генеральний директор шахти, Герой Соціалістичної Праці. | 1998                   | За великий особистий внесок у розвиток вугільної промисловості Донбасу і Донецька, величезну роботу з соціально-економічного розвитку міста, активну та плідну громадсько-політичну діяльність на благо донеччан. |
|         | Бондар Григорій Васильович           | генеральний директор Донецького обласного протипухлинного центру, професор, заслужений діяч науки, член-кореспондент Академії медичних наук України. | 1998                   | За великий особистий внесок у розвиток онкологічної хірургії, величезну наукову і викладацьку діяльність, активну та плідну громадську роботу/ |
|         | Кулага Іван Іванович                 | директор обласного пошуково-видавничого агентства «Книга Пам'яті України». | 1999                   | За великий особистий внесок по встановленню та увічнення пам'яті імен воїнів, полеглих в боях за Батьківщину, активну участь у ветеранському русі та вихованні підростаючого покоління. |
|         | Шевченко Володимир Павлович          | ректор Донецького національного університету, академік НАН України, доктор фізико-математичних наук, професор, заслужений діяч науки і техніки України. | 2000                   | За великий особистий внесок у розвиток освіти і науки у місті, активну участь у громадському та культурному житті Донецька. |
|         | Лунєв Микола Стефанович              | президент громадської регіональної організації земляцтва донбасівців в Москві. | 2000                   | За активну громадську роботу, великий особистий внесок у зміцнення економічних, наукових і культурних зв'язків між містами Москвою і Донецьком. |
|         | Чумаченко Микола Григорович          | почесний директор Інституту економіки промисловості НАН України, академік НАН України, доктор економічних наук, професор, заслужений діяч науки і техніки України. | 2000                   | За великий особистий внесок у розвиток економіки та науки у місті, підготовку економістів вищої кваліфікації для народного господарства, активну участь у громадському та культурному житті Донецька. |
|         | Спицин Володимир Кузьмович           | помічник голови Донецької обласної державної адміністрації. | 2001                   | За великий особистий внесок у розвиток м. Донецька, активну громадську роботу та високу громадянську позицію. |
|         | Поважний Станіслав Федорович         | ректор Донецької державної академії управління. | 2001                   | За великий внесок у формування нових економічних основ, вагомі успіхи у професійній і громадській діяльності в м. Донецьку. |
|         | Краснянський Леонід Наумович         | член правління земляцтва донбасівців, перший заступник керівника комплексу перспективного розвитку міста, керівник департаменту позабюджетної політики будівництва м. Донецька. | 2002                   | За великий особистий внесок у зміцнення економічних, наукових і культурних зв'язків між містами Москвою і Донецьком. |
|         | Мамутов Валентин Карпович            | директор Інституту економіко-правових досліджень НАН України, академік НАН України, заслужений діяч науки і техніки. | 2002                   | За великий особистий внесок у розвиток соціально-економічної сфери науки та освіти в місті, багаторічну плідну наукову, дослідницьку та громадську роботу. |
|         | Рибак Володимир Васильович           | народний депутат України, донецький міський голова (1993–2002). | 2002                   | За великий особистий внесок у соціально-економічний, культурний і духовний розвиток м. Донецька. |
|         | Маслова Джемаа Сергіївна             | заступник голови Правління Промінвестбанку — начальник Головного управління Промінвестбанку в Донецькій області. | 2002                   | За великий особистий внесок у розвиток банківської справи, економічного і соціально-культурного розвитку міста, активну життєву позицію. |
|         | Богатирьов Костянтин Іванович        | голова Донецької міської Ради ветеранів. | 2003                   | За великий особистий внесок в роботу ветеранського руху міста, активну участь у суспільно-політичному житті міста Донецька та високу громадянську позицію. |
|         | Пеунов Вадим Костянтинович           | письменник, член Національної спілки письменників України. | 2003                   | За великий особистий внесок у розвиток культурного життя міста Донецька, багаторічну плідну роботу в жанрах літератури та публіцистики, активну участь у громадському житті міста і виховання молодого творчого покоління. |
|         | Сургай Микола Сафонович              | директор інституту «УкрНДІпроект», доктор технічних наук, професор. |                        | За великий особистий внесок по впровадженню прогресивних форм розвитку вугільної промисловості, соціальної сфери міста Донецька та активну громадську роботу. |
|         | Ткаченко Надія Володимирівна         | тренер-викладач з легкої атлетики спеціалізованої дитячо-юнацької школи олімпійського резерву профспілок, чемпіонка XXII Олімпійських ігор, багаторазова чемпіонка і неперевершена рекордсменка світу, Європи, Радянського Союзу, України в легкоатлетичному багатоборстві, учасниця трьох олімпіад, Заслужений майстер спорту СРСР. | 2005                   | За вагомий внесок у зміцнення дружніх зв'язків і авторитету м. Донецька, Донецької області та України в світовому масштабі, у розвиток фізичної культури і спорту, виховання підростаючого покоління в м. Донецьку. |
|         | Сомов Віктор Георгійович             | голова виконкому Донецької міської Ради (1976–1978). | 2005                   | За вагомий внесок у соціально-економічний, культурний розвиток і благоустрій міста Донецька, активну громадську діяльність, встановлення дружніх зв'язків та економічних, культурних відносин між містами Москвою і Донецьком. |
|         | Чайка Володимир Кирилович            | генеральний директор Донецького регіонального центру охорони материнства та дитинства. | 2005                   | За вагомі особисті заслуги у розвитку акушерства і гінекології, високий професіоналізм, впровадження сучасних методів діагностики і лікування, плідну наукову діяльність і підготовку висококваліфікованих фахівців. |
|         | Ісинбаєва Олена Гаджиївна            | чемпіонка XXVIII Олімпійських ігор, 18-кратна рекордсменка світу зі стрибків з жердиною, Заслужений майстер спорту з легкої атлетики, дворазова переможниця міжнародного турніру «Зірки жердини». | 2006                   | |
|         | Ахметов Рінат Леонідович             | президент футбольного клубу «Шахтар», народний депутат України, заслужений працівник фізичної культури і спорту України. | 2006                   | За великий особистий внесок у розвиток футболу в місті, розширення і зміцнення матеріально-спортивної бази, забезпечення високих спортивних досягнень футбольної команди «Шахтар», підвищення іміджу міста Донецька у світовому масштабі, зміцнення міжнародних економічних, дружніх і спортивних зв'язків, широку громадську діяльність і в зв'язку з 70-річчям з дня утворення футбольного клубу «Шахтар».                  |
|         | Ландик Валентин Іванович             | народний депутат України, Заслужений машинобудівник України. |                        | За плідну науково-технічну і виробничу діяльність, вагомий особистий внесок у розвиток машинобудування, виробництво конкурентоспроможної вітчизняної продукції, збільшення обсягів виробництва товарів народного споживання в Донецьку, активну громадсько-політичну роботу в місті. |
|         | Кобзон Йосип Давидович               | голова комітету з культури, депутат Державної думи Російської Федерації, Народний артист СРСР, член Правління Земляцтва Донбасівців Москви. | 2007                   | За вагомий особистий внесок у розвиток культури в місті Донецьку, активну громадську діяльність, розвиток культурних і дружніх зв'язків між містами Донецьком і Москвою. |
|         | Мірча Луческу                        | румунський футбольний тренер, головний тренер ФК «Шахтар» | 2009                   | |